# Redshift (band)
Redshift (genoemd naar de roodverschuiving, een concept uit de fysica en sterrenkunde), is een band uit het Verenigd Koninkrijk.
Redshift speelt elektronische muziek uit de Berlijnse School voor elektronische muziek, ter vergelijking bijvoorbeeld Klaus Schulze en Tangerine Dream uit hun beginperiode. Het wordt ook wel retro-elektronische muziek genoemd vanwege het gebruik van "antiek instrumentarium" uit de jaren zeventig, zoals mellotron en Moog, liefst niet gesampled. De band werd gevormd door Mark Shreeve, James Goddard, Julian Shreeve en Rob Jenkins. Deze laatste verliet de band in 2003. Al een aantal jaren verschilt de samenstelling van de groep van album tot album, Mark Shreeve is de centrale persoon. Bij het verschijnen van Life to come is hij nog het enige bandlid.
Met het overlijden van Mark Shreeve in 2022 kwam een eind aan Redshift.

## Discografie
- Redshift (1996, studioalbum; 2006, remastered)
- Redshift II - Ether (1997, Tracks 1 & 4 live @ Jodrell Bank - 1996)
- Redshift III - Down Time (1999, studioalbum)
- Redshift IV - Siren (1999, live @ Huizen, Holland - 1999)
- Redshift V - Halo (2002, studioalbum)
- Redshift VI - Faultline (2002, live @ Hampshire Jam Festival 2 - 2002)
- Redshift Wild (2002) (alleen verkrijgbaar tijdens concerten`)
- Redshift VII - Oblivion (2004, studioalbum)
- Redshift VIII - Toll (2006, live @ ELive festival - 2004)
- Redshift Wild 2 (2006 - Rehearsals & studio sessions, nieuwe versie van Wild 1)
- Redshift IX - Last (2007, live at Hampshire Jam Festival 5 2006)
- Turning Towards Us (2008, studioalbum)
- Redshift Wild 3 (2010, live compilatie)
- Colder (2011, live)
- Life to come (2015, studio)

De albums zijn moeilijk verkrijgbaar, ze hebben een eigen platenlabel (Distant Sun Production) dat alleen via internet, Bandstand en gespecialiseerde winkels te verkrijgen zijn. De cd’s worden veelal in kleine oplagen geperst.

## Opmerking
De beginletters van de subtitels van de albums vormen samen de naam van de groep. Dit kwam pas tot uiting bij de release van Last, daarin liggen in het boekwerkje de compact discs op een rijtje getoond. De "O" van oblivion wordt daar gebruikt als de "." (punt) op de letter "l" van last (samen een "i").
- (r)edshift
- (e)ther
- (d)own Time
- (s)iren
- (h)alo
- (i) (zie boven)
- (f)aultline
- (t)oll